# Blaise Bégon
Pour les articles homonymes, voir Bégon.
 (juillet 2014).
Si vous disposez d'ouvrages ou d'articles de référence ou si vous connaissez des sites web de qualité traitant du thème abordé ici, merci de compléter l'article en donnant les références utiles à sa vérifiabilité et en les liant à la section « Notes et références ».
Blaise Bégon, né le 7 juillet 1737 à Avallon et mort le 12 juillet 1795 au château de Lautreville au finage de Saint-Germain-des-Champs, est un prêtre catholique français, curé et maire de Quarré-les-Tombes (Yonne).

## Biographie
Blaise Bégon et Marie Sainte-Marthe, mariés depuis le 21 avril 1722 dans la paroisse de Saint-Pierre-Saint-Julien d'Avallon, donnent naissance à leur neuvième enfant le 7 juillet 1737. Ils le prénomment Blaise. Il a pour parrain Blaise Moillat, fils du procureur et Conseiller royal d'Avallon, et pour marraine Anne Gourlet.
Après des études au collège d'Avallon, il entre au Grand Séminaire d'Autun. Il est ordonné prêtre en 1761 par l'évêque d'Autun, monseigneur Nicolas de Bouillé de Saint-Géran en poste de 1758 à 1767, date de sa mort. Dans un premier temps, en 1761, pendant six mois, il est desservant de la cure de l'église Saint-Georges de Quarré-les-Tombes, qui dépend de l'archevêché de Sens. Il est ensuite nommé curé par l'archevêque de Sens, le cardinal Paul d'Albert de Luynes, au cours de sa visite générale de 1761, pour remplacer Raphaël Livry de Pampelune, curé et archiprêtre de Quarré qui exerça son ministère pendant près de quarante années. Sa paroisse est étendue sur environ 5 000 hectares et comporte 40 écarts. C'est un jeune homme plein d'énergie, charitable envers ses pauvres paroissiens qu'il aide de ses deniers, donnant le premier dimanche de chaque mois à dîner à quarante pauvres qu'il sert lui-même. Il se porte au secours des malades, donne sans compter. Prenant en charge les enfants nés hors mariages et les plaçant à ses frais, il trouve un emploi et un logis à la mère rejetée par sa famille.
Sa charge l'amène à procéder, assisté de Grognot, curé de Bussières, à l'inhumation du jeune curé de Saint-Brancher, l'abbé Jean-Baptiste Monnot. Né en 1736 celui-ci venait d'être nommé à la cure en 1764 et a péri brûlé dans l'incendie du château de Vault le 11 février 1764. Blaise Bégon fait abaisser la place publique d'un niveau de 2 mètres et entreprend sur ses deniers la transformation de l'église. Il fait démolir le clocher qui était placé au-dessus du transept et en fait construire un autre au-dessus de l'entrée. Il fait également remplacer les deux chapelles latérales et abaisse le niveau du sol de l'église de 40 cm. Il veille à l'éducation de ses paroissiens en faisant construire une école au hameau des Mathieux. Passionné de sciences il fait placer dans une salle du presbytère une sphère armillaire pour expliquer le fonctionnement du système solaire à ses ouailles.
Bon orateur, il se voit confier la charge de porter les doléances des habitants à Avallon. Élu premier magistrat de la ville, il ne reste qu'un an à ce poste. Étant en désaccord avec les nouvelles réformes, ne voulant pas prêter le serment républicain, il est frappé d'interdit par la loi du 4 janvier 1791 et condamné à l'exil par la loi du 6 août 1791. Il est remplacé le 8 octobre 1791 par un prêtre assermenté, François Welter, capucin venant d'Avallon, qui propose à l'abbé de partager le presbytère. L'abbé Bégon refuse et s'installe dans une petite maison au bord de l'étang. C'est le neveu de sa servante, Pierre Chatelain, surnommé « Bolotte », qui prend son mobilier chez lui en attendant des jours meilleurs. La famille des de Morot de Grésigny, composée de Jacques, écuyer et capitaine au régiment d'Artois, et Pierrette et Magdelaine, ses sœurs, tous trois célibataires et fervents catholiques, propriétaires du château de Lautreville au finage de Saint-Germain-des-Champs, offrent l'hospitalité à l'abbé, ainsi qu'à d'autres prêtres réfractaires. Ceci vaut à Pierrette de Morot de Grésigny d'être condamnée à être guillotinée. La mort de Maximilien de Robespierre fait surseoir son exécution qui n'a pas lieu. C'est ainsi que, dans une semi-clandestinité, Bégon célèbre l'office dominical au fond d'une grange à Mennemois-Dessus, hameau de Quarré, à proximité du château.
Il demande un passeport, qu'il obtient le 11 septembre 1792, afin de partir pour la Suisse où son protecteur s'installe la même année. Dans le registre des délibérations de la commune est consignée sa description : « Taille de 5 pieds 1 pouce, cheveux, sourcils et yeux bruns, nez allongé, bouche moyenne, menton rond, front découvert, visage plein et long. » Il n'émigre pas, mais Jacques Morot de Grésigny part en 1793 et rentrera en France en 1802. C'est l'époque où il change sans cesse de cachette, passant de Moulin-Neuf à Saint-Agnan à l'Huis-au-Gris, chez Simon Chatelain, puis à Montgaudier chez Jean Roy, à La Verdière chez Louis Camut, puis à Velars-le-Comte chez Boussard. Pourchassé, sa tête est mise à prix par deux notables de Quarré-les-Tombes : Philippe Holier, marchand de bois du manoir de la Gorge, et maître Étienne Bussy, notaire de Quarré, offrant chacun cent francs pour l'arrestation du ci-devant curé le citoyen Blaise Bégon. Quittant de nuit Dun-les-Places pour rejoindre son ami Pierre Chatelain aux Lavaults, il franchit La Cure à gué par une nuit profonde, après y être tombé, il ressort trempé. Cette nuit du 25 au 26 juin 1793 ne lui est pas propice. Il se trompe de maison et frappe à la porte du cabaret de Dominique Boëdot, dit « Brissonnier », qui lui indique la maison de Pierre Chatelain. Boëdot va avec son voisin Pierre Girard, dit « Cazotte », alerter Pierre Sennequier, commandant de la Garde nationale demeurant à Champlois, qui s'empresse avec ses gardes de fouiller la demeure de Pierre Chatelain afin d'y appréhender le curé, dissimulé dans une cachette sous le lit.
Conduit à Avallon à pied, le fuyard est exposé au pilori en place publique avec un écriteau au-dessus de la tête le samedi suivant. Ce prêtre est connu des habitants d'Avallon et ceux-ci implorent son pardon et lui demandent sa bénédiction. Transféré à Auxerre le 19 juillet 1793, il est jugé et condamné le 16 août 1793 à dix ans de détention pour ne pas avoir quitté le territoire comme il y avait été assigné. Il est incarcéré dans les bâtiments du Petit-séminaire, transformé en prison par les événements. Après la chute de Robespierre le 27 juillet 1794, il voit ses conditions de détentions s'assouplir un peu. Il passe le rigoureux hiver de 1794-1795 dans  sa prison. Puis l'administration, découvrant qu'il est le dernier prisonnier, le libère le 9 mars 1795.
Très diminué physiquement, il est accueilli chaleureusement par ses paroissiens et décide de se retirer au château de Lautreville. Il célèbre l'office de nouveau dans la grange de Mennemois-Dessus où les fidèles viennent en nombre. Atteint par la maladie, il perd la raison et meurt à 20 heures le 12 juillet 1795) au château de Lautreville. Ne pouvant être inhumé à Quarré, il est inhumé au cimetière de Saint-Germain-des-Champs.

## Hommage
- L'abbé Henry fit ériger une stèle de marbre noir en sa mémoire dans l'église de Quarré-les-Tombes.